# Collegio elettorale di Bergamo (Regno d'Italia)
Il collegio elettorale di Bergamo è stato un collegio elettorale uninominale e di lista del Regno d'Italia per l'elezione della Camera dei deputati.

## Storia
Il collegio uninominale venne istituito, insieme ad altri 442, tramite regio decreto 17 dicembre 1860, n. 4513.
Successivamente divenne collegio plurinominale tramite regio decreto 24 settembre 1882, n. 999, in seguito alla riforma che stabilì complessivamente 135 collegi elettorali.
Tornò poi ad essere un collegio uninominale tramite regio decreto 14 giugno 1891, n. 280, in seguito alla riforma che stabilì complessivamente 508 collegi elettorali.
In seguito divenne un collegio con scrutinio di lista con sistema proporzionale tramite regio decreto 10 settembre 1919, n. 1576, in seguito alla riforma che definì 54 collegi elettorali.
Fu soppresso nel 1921 in seguito alla riforma che definì 40 collegi elettorali.
| Legislature           | VIII | IX   | X    | XI   | XII  | XIII | XIV  | XV   | XVI  | XVII | XVIII | XIX  | XX   | XXI  | XXII | XXIII | XXIV | XXV  | XXVI | XXVII | XXVIII | XXIX | XXX  |
| --------------------- | ---- | ---- | ---- | ---- | ---- | ---- | ---- | ---- | ---- | ---- | ----- | ---- | ---- | ---- | ---- | ----- | ---- | ---- | ---- | ----- | ------ | ---- | ---- |
| Elezioni              | 1861 | 1865 | 1867 | 1870 | 1874 | 1876 | 1880 | 1882 | 1886 | 1890 | 1892  | 1895 | 1897 | 1900 | 1904 | 1909  | 1913 | 1919 | 1921 | 1924  | 1929   | 1934 | 1939 |
| Deputati nel collegio | 1    | 1    | 1    | 1    | 1    | 1    | 1    | 4    | 4    | 4    | 1     | 1    | 1    | 1    | 1    | 1     | 1    | 7    |      |       |        |      |      |
|                       |      |      |      |      |      |      |      |      |      |      |       |      |      |      |      |       |      |      |      |       |        |      |      |
| Totale eletti         | 443  | 493  | 493  | 508  | 508  | 508  | 508  | 508  | 508  | 508  | 508   | 508  | 508  | 508  | 508  | 508   | 508  | 508  | 535  | 535   | 400    | 400  |      |
| Numero collegi        | 443  | 493  | 493  | 508  | 508  | 508  | 508  | 135  | 135  | 135  | 508   | 508  | 508  | 508  | 508  | 508   | 508  | 54   | 40   | 15    | 1      | 1    |      |

## Territorio
Nel 1919 Bergamo divenne capoluogo del collegio comprendente l'intera provincia; nel 1921 la provincia fu inglobata nel collegio di Brescia.

## Dati elettorali
Nel collegio si svolsero elezioni per diciotto legislature.

### VIII legislatura
Le votazioni si svolsero in 443 collegi uninominali a doppio turno. Come previsto dalla legge elettorale del 17 dicembre 1860, era eletto al primo turno il candidato che «riunisce in suo favore più del terzo dei voti del total numero dei membri componenti il collegio e più della metà dei suffragi dati dai votanti presenti all'adunanza» (art. 91). Se nessun candidato era eletto, al ballottaggio tra i due candidati con più voti era eletto chi otteneva il maggior numero di voti (art. 92) o, in caso di ugual numero di voti, il maggiore d'età (art. 93).
| Partito                            | Partito                            | Candidato                          | Primo turno 27 gennaio 1861 | Primo turno 27 gennaio 1861 | Ballottaggio 3 febbraio 1861 | Ballottaggio 3 febbraio 1861 |
| Partito                            | Partito                            | Candidato                          | Voti                        | %                           | Voti                         | %                            |
| ---------------------------------- | ---------------------------------- | ---------------------------------- | --------------------------- | --------------------------- | ---------------------------- | ---------------------------- |
|                                    | —                                  | Giovanni Morelli                   | 227                         | 50,22                       | 265                          | 57,24                        |
|                                    | —                                  | Giacomo Lupo                       | 81                          | 17,92                       | 198                          | 42,76                        |
|                                    | —                                  | Gabriele Camozzi                   | 72                          | 15,93                       |                              |                              |
|                                    | —                                  | Guido Susani                       | 72                          | 15,93                       |                              |                              |
|                                    |                                    |                                    |                             |                             |                              |                              |
| Iscritti                           | Iscritti                           | Iscritti                           | 1 083                       | 100,00                      | 1 083                        | 100,00                       |
| ↳ Votanti (% su iscritti)          | ↳ Votanti (% su iscritti)          | ↳ Votanti (% su iscritti)          | 526                         | 48,57                       | 467                          | 43,12                        |
| ↳ Voti validi (% su votanti)       | ↳ Voti validi (% su votanti)       | ↳ Voti validi (% su votanti)       | 452                         | 85,93                       | 463                          | 99,14                        |
| ↳ Schede non valide (% su votanti) | ↳ Schede non valide (% su votanti) | ↳ Schede non valide (% su votanti) | 74                          | 14,07                       | 4                            | 0,86                         |
| ↳ Astenuti (% su iscritti)         | ↳ Astenuti (% su iscritti)         | ↳ Astenuti (% su iscritti)         | 557                         | 51,43                       | 616                          | 56,88                        |

### IX legislatura
Le votazioni si svolsero in 493 collegi uninominali a doppio turno con la stessa normativa precedente (al primo turno un numero di voti maggiore di un terzo degli iscritti al voto).
| Partito                            | Partito                            | Candidato                          | Primo turno 22 ottobre 1865 | Primo turno 22 ottobre 1865 | Ballottaggio 29 ottobre 1865 | Ballottaggio 29 ottobre 1865 |
| Partito                            | Partito                            | Candidato                          | Voti                        | %                           | Voti                         | %                            |
| ---------------------------------- | ---------------------------------- | ---------------------------------- | --------------------------- | --------------------------- | ---------------------------- | ---------------------------- |
|                                    | —                                  | Giovanni Morelli                   | 452                         | 45,43                       | 472                          | 52,91                        |
|                                    | —                                  | Francesco Cucchi                   | 341                         | 34,27                       | 420                          | 47,09                        |
|                                    | —                                  | Fermo Grumellli Pedrocca           | 202                         | 20,30                       |                              |                              |
|                                    |                                    |                                    |                             |                             |                              |                              |
| Iscritti                           | Iscritti                           | Iscritti                           | 1 848                       | 100,00                      | 1 848                        | 100,00                       |
| ↳ Votanti (% su iscritti)          | ↳ Votanti (% su iscritti)          | ↳ Votanti (% su iscritti)          | 1 043                       | 56,44                       | 901                          | 48,76                        |
| ↳ Voti validi (% su votanti)       | ↳ Voti validi (% su votanti)       | ↳ Voti validi (% su votanti)       | 995                         | 95,40                       | 892                          | 99,00                        |
| ↳ Schede non valide (% su votanti) | ↳ Schede non valide (% su votanti) | ↳ Schede non valide (% su votanti) | 48                          | 4,60                        | 9                            | 1,00                         |
| ↳ Astenuti (% su iscritti)         | ↳ Astenuti (% su iscritti)         | ↳ Astenuti (% su iscritti)         | 805                         | 43,56                       | 947                          | 51,24                        |

### X legislatura
Le votazioni si svolsero in 493 collegi uninominali a doppio turno con la stessa normativa precedente (al primo turno un numero di voti maggiore di un terzo degli iscritti al voto).
| Partito                            | Partito                            | Candidato                          | Primo turno 10 marzo 1867 | Primo turno 10 marzo 1867 | Ballottaggio 17 marzo 1867 | Ballottaggio 17 marzo 1867 |
| Partito                            | Partito                            | Candidato                          | Voti                      | %                         | Voti                       | %                          |
| ---------------------------------- | ---------------------------------- | ---------------------------------- | ------------------------- | ------------------------- | -------------------------- | -------------------------- |
|                                    | —                                  | Andrea Moretti                     | 471                       | 66,62                     | 576                        | 80,11                      |
|                                    | —                                  | Carlo Cattaneo                     | 144                       | 20,37                     | 143                        | 19,89                      |
|                                    | —                                  | Giovanni Morelli                   | 92                        | 13,01                     |                            |                            |
|                                    |                                    |                                    |                           |                           |                            |                            |
| Iscritti                           | Iscritti                           | Iscritti                           | 1 822                     | 100,00                    | 1 822                      | 100,00                     |
| ↳ Votanti (% su iscritti)          | ↳ Votanti (% su iscritti)          | ↳ Votanti (% su iscritti)          | 750                       | 41,16                     | 728                        | 39,96                      |
| ↳ Voti validi (% su votanti)       | ↳ Voti validi (% su votanti)       | ↳ Voti validi (% su votanti)       | 707                       | 94,27                     | 719                        | 98,76                      |
| ↳ Schede non valide (% su votanti) | ↳ Schede non valide (% su votanti) | ↳ Schede non valide (% su votanti) | 43                        | 5,73                      | 9                          | 1,24                       |
| ↳ Astenuti (% su iscritti)         | ↳ Astenuti (% su iscritti)         | ↳ Astenuti (% su iscritti)         | 1 072                     | 58,84                     | 1 094                      | 60,04                      |

L'onorevole Moretti diede le dimissioni il 9 marzo 1868 e furono indette elezione suppletiva per il 29 marzo1868
| Partito                            | Partito                            | Candidato                          | Primo turno 29 marzo 1868 | Primo turno 29 marzo 1868 | Ballottaggio 5 aprile 1868 | Ballottaggio 5 aprile 1868 |
| Partito                            | Partito                            | Candidato                          | Voti                      | %                         | Voti                       | %                          |
| ---------------------------------- | ---------------------------------- | ---------------------------------- | ------------------------- | ------------------------- | -------------------------- | -------------------------- |
|                                    | —                                  | Giovanni Morelli                   | 282                       | 68,28                     | 131                        | 38,19                      |
|                                    | —                                  | Angelo Ponzelli                    | 131                       | 31,72                     | 212                        | 61,81                      |
|                                    |                                    |                                    |                           |                           |                            |                            |
| Iscritti                           | Iscritti                           | Iscritti                           | 1 913                     | 100,00                    | 1 913                      | 100,00                     |
| ↳ Votanti (% su iscritti)          | ↳ Votanti (% su iscritti)          | ↳ Votanti (% su iscritti)          | 452                       | 23,63                     | 551                        | 28,80                      |
| ↳ Voti validi (% su votanti)       | ↳ Voti validi (% su votanti)       | ↳ Voti validi (% su votanti)       | 413                       | 91,37                     | 343                        | 62,25                      |
| ↳ Schede non valide (% su votanti) | ↳ Schede non valide (% su votanti) | ↳ Schede non valide (% su votanti) | 39                        | 8,63                      | 208                        | 37,75                      |
| ↳ Astenuti (% su iscritti)         | ↳ Astenuti (% su iscritti)         | ↳ Astenuti (% su iscritti)         | 1 461                     | 76,37                     | 1 362                      | 71,20                      |

### XI legislatura
Le votazioni si svolsero in 508 collegi uninominali a doppio turno con la normativa del 1860 (al primo turno un numero di voti maggiore di un terzo degli iscritti al voto).
| Partito                            | Partito                            | Candidato                          | Primo turno 20 novembre 1870 | Primo turno 20 novembre 1870 | Ballottaggio 27 novembre 1870 | Ballottaggio 27 novembre 1870 |
| Partito                            | Partito                            | Candidato                          | Voti                         | %                            | Voti                          | %                             |
| ---------------------------------- | ---------------------------------- | ---------------------------------- | ---------------------------- | ---------------------------- | ----------------------------- | ----------------------------- |
|                                    | —                                  | Francesco Cucchi                   | 283                          | 41,56                        | 383                           | 51,07                         |
|                                    | —                                  | Ercole Piccinelli                  | 398                          | 58,44                        | 367                           | 48,93                         |
|                                    |                                    |                                    |                              |                              |                               |                               |
| Iscritti                           | Iscritti                           | Iscritti                           | 1 732                        | 100,00                       | 1 732                         | 100,00                        |
| ↳ Votanti (% su iscritti)          | ↳ Votanti (% su iscritti)          | ↳ Votanti (% su iscritti)          | 694                          | 40,07                        | 758                           | 43,76                         |
| ↳ Voti validi (% su votanti)       | ↳ Voti validi (% su votanti)       | ↳ Voti validi (% su votanti)       | 681                          | 98,13                        | 750                           | 98,94                         |
| ↳ Schede non valide (% su votanti) | ↳ Schede non valide (% su votanti) | ↳ Schede non valide (% su votanti) | 13                           | 1,87                         | 8                             | 1,06                          |
| ↳ Astenuti (% su iscritti)         | ↳ Astenuti (% su iscritti)         | ↳ Astenuti (% su iscritti)         | 1 038                        | 59,93                        | 974                           | 56,24                         |

L'onorevole Cucchi optò per il collegio di Zogno il 21 dicembre 1870 e furono indette elezioni suppletive per il 15 gennaio 1871
| Partito                            | Partito                            | Candidato                          | Primo turno 15 gennaio 1871 | Primo turno 15 gennaio 1871 | Ballottaggio 22 gennaio 1871 | Ballottaggio 22 gennaio 1871 |
| Partito                            | Partito                            | Candidato                          | Voti                        | %                           | Voti                         | %                            |
| ---------------------------------- | ---------------------------------- | ---------------------------------- | --------------------------- | --------------------------- | ---------------------------- | ---------------------------- |
|                                    | —                                  | Vittore Tasca                      | 384                         | 51,06                       | 561                          | 51,19                        |
|                                    | —                                  | Ercole Piccinelli                  | 368                         | 48,94                       | 535                          | 48,81                        |
|                                    |                                    |                                    |                             |                             |                              |                              |
| Iscritti                           | Iscritti                           | Iscritti                           | 1 747                       | 100,00                      | 1 747                        | 100,00                       |
| ↳ Votanti (% su iscritti)          | ↳ Votanti (% su iscritti)          | ↳ Votanti (% su iscritti)          | 772                         | 44,19                       | 1 106                        | 63,31                        |
| ↳ Voti validi (% su votanti)       | ↳ Voti validi (% su votanti)       | ↳ Voti validi (% su votanti)       | 752                         | 97,41                       | 1 096                        | 99,10                        |
| ↳ Schede non valide (% su votanti) | ↳ Schede non valide (% su votanti) | ↳ Schede non valide (% su votanti) | 20                          | 2,59                        | 10                           | 0,90                         |
| ↳ Astenuti (% su iscritti)         | ↳ Astenuti (% su iscritti)         | ↳ Astenuti (% su iscritti)         | 975                         | 55,81                       | 641                          | 36,69                        |

### XII legislatura
Le votazioni si svolsero in 508 collegi uninominali a doppio turno con la normativa del 1860 (al primo turno un numero di voti maggiore di un terzo degli iscritti al voto).
| Partito                            | Partito                            | Candidato                          | Primo turno 8 novembre 1874 | Primo turno 8 novembre 1874 | Ballottaggio 15 novembre 1874 | Ballottaggio 15 novembre 1874 |
| Partito                            | Partito                            | Candidato                          | Voti                        | %                           | Voti                          | %                             |
| ---------------------------------- | ---------------------------------- | ---------------------------------- | --------------------------- | --------------------------- | ----------------------------- | ----------------------------- |
|                                    | —                                  | Francesco Cedrelli                 | 439                         | 51,95                       | 636                           | 52,87                         |
|                                    | —                                  | Vittore Tasca                      | 406                         | 48,05                       | 567                           | 47,13                         |
|                                    |                                    |                                    |                             |                             |                               |                               |
| Iscritti                           | Iscritti                           | Iscritti                           | 2 014                       | 100,00                      | 2 014                         | 100,00                        |
| ↳ Votanti (% su iscritti)          | ↳ Votanti (% su iscritti)          | ↳ Votanti (% su iscritti)          | 878                         | 43,59                       | 1 214                         | 60,28                         |
| ↳ Voti validi (% su votanti)       | ↳ Voti validi (% su votanti)       | ↳ Voti validi (% su votanti)       | 845                         | 96,24                       | 1 203                         | 99,09                         |
| ↳ Schede non valide (% su votanti) | ↳ Schede non valide (% su votanti) | ↳ Schede non valide (% su votanti) | 33                          | 3,76                        | 11                            | 0,91                          |
| ↳ Astenuti (% su iscritti)         | ↳ Astenuti (% su iscritti)         | ↳ Astenuti (% su iscritti)         | 1 136                       | 56,41                       | 800                           | 39,72                         |

### XIII legislatura
Le votazioni si svolsero in 508 collegi uninominali a doppio turno con la normativa del 1860 (al primo turno un numero di voti maggiore di un terzo degli iscritti al voto).
| Partito                            | Partito                            | Candidato                          | Primo turno 5 novembre 1876 | Primo turno 5 novembre 1876 | Ballottaggio 12 novembre 1876 | Ballottaggio 12 novembre 1876 |
| Partito                            | Partito                            | Candidato                          | Voti                        | %                           | Voti                          | %                             |
| ---------------------------------- | ---------------------------------- | ---------------------------------- | --------------------------- | --------------------------- | ----------------------------- | ----------------------------- |
|                                    | —                                  | Vittore Tasca                      | 533                         | 53,57                       | 115                           | 92,74                         |
|                                    | —                                  | Francesco Cedrelli                 | 462                         | 46,43                       | 9                             | 7,26                          |
|                                    |                                    |                                    |                             |                             |                               |                               |
| Iscritti                           | Iscritti                           | Iscritti                           | 2 136                       | 100,00                      | 2 136                         | 100,00                        |
| ↳ Votanti (% su iscritti)          | ↳ Votanti (% su iscritti)          | ↳ Votanti (% su iscritti)          | 1 037                       | 48,55                       | 130                           | 6,09                          |
| ↳ Voti validi (% su votanti)       | ↳ Voti validi (% su votanti)       | ↳ Voti validi (% su votanti)       | 995                         | 95,95                       | 124                           | 95,38                         |
| ↳ Schede non valide (% su votanti) | ↳ Schede non valide (% su votanti) | ↳ Schede non valide (% su votanti) | 42                          | 4,05                        | 6                             | 4,62                          |
| ↳ Astenuti (% su iscritti)         | ↳ Astenuti (% su iscritti)         | ↳ Astenuti (% su iscritti)         | 1 099                       | 51,45                       | 2 006                         | 93,91                         |

Non si fece proclamazione della I sezione. La Camera nella tornata del 27 gennaio 1877 annullò l'elezione essendo morto fra il primo e secondo scrutinio il candidato Cedrelli e furono indette elezioni suppletive per il 4 marzo 1877.
| Partito                            | Partito                            | Candidato                          | Primo turno 4 marzo 1877 | Primo turno 4 marzo 1877 | Ballottaggio 11 marzo 1877 | Ballottaggio 11 marzo 1877 |
| Partito                            | Partito                            | Candidato                          | Voti                     | %                        | Voti                       | %                          |
| ---------------------------------- | ---------------------------------- | ---------------------------------- | ------------------------ | ------------------------ | -------------------------- | -------------------------- |
|                                    | —                                  | Silvio Spaventa                    | 617                      | 56,50                    | 807                        | 52,44                      |
|                                    | —                                  | Vittore Tasca                      | 475                      | 43,50                    | 732                        | 47,56                      |
|                                    |                                    |                                    |                          |                          |                            |                            |
| Iscritti                           | Iscritti                           | Iscritti                           | 2 136                    | 100,00                   | 2 136                      | 100,00                     |
| ↳ Votanti (% su iscritti)          | ↳ Votanti (% su iscritti)          | ↳ Votanti (% su iscritti)          | 1 124                    | 52,62                    | 1 560                      | 73,03                      |
| ↳ Voti validi (% su votanti)       | ↳ Voti validi (% su votanti)       | ↳ Voti validi (% su votanti)       | 1 092                    | 97,15                    | 1 539                      | 98,65                      |
| ↳ Schede non valide (% su votanti) | ↳ Schede non valide (% su votanti) | ↳ Schede non valide (% su votanti) | 32                       | 2,85                     | 21                         | 1,35                       |
| ↳ Astenuti (% su iscritti)         | ↳ Astenuti (% su iscritti)         | ↳ Astenuti (% su iscritti)         | 1 012                    | 47,38                    | 576                        | 26,97                      |

L'onorevole Spaventa cessò per la nomina a consigliere di Stato l'8 novembre 1878 e furono indette elezione suppletive per l'8 dicembre 1878.
| Partito                            | Partito                            | Candidato                          | Primo turno 8 dicembre 1878 | Primo turno 8 dicembre 1878 | Ballottaggio 15 dicembre 1878 | Ballottaggio 15 dicembre 1878 |
| Partito                            | Partito                            | Candidato                          | Voti                        | %                           | Voti                          | %                             |
| ---------------------------------- | ---------------------------------- | ---------------------------------- | --------------------------- | --------------------------- | ----------------------------- | ----------------------------- |
|                                    | —                                  | Silvio Spaventa                    | 725                         | 97,58                       | 756                           | 97,67                         |
|                                    | —                                  | Vittore Tasca                      | 18                          | 2,42                        | 18                            | 2,33                          |
|                                    |                                    |                                    |                             |                             |                               |                               |
| Iscritti                           | Iscritti                           | Iscritti                           | 2 317                       | 100,00                      | 2 317                         | 100,00                        |
| ↳ Votanti (% su iscritti)          | ↳ Votanti (% su iscritti)          | ↳ Votanti (% su iscritti)          | 779                         | 33,62                       | 789                           | 34,05                         |
| ↳ Voti validi (% su votanti)       | ↳ Voti validi (% su votanti)       | ↳ Voti validi (% su votanti)       | 743                         | 95,38                       | 774                           | 98,10                         |
| ↳ Schede non valide (% su votanti) | ↳ Schede non valide (% su votanti) | ↳ Schede non valide (% su votanti) | 36                          | 4,62                        | 15                            | 1,90                          |
| ↳ Astenuti (% su iscritti)         | ↳ Astenuti (% su iscritti)         | ↳ Astenuti (% su iscritti)         | 1 538                       | 66,38                       | 1 528                         | 65,95                         |

### XIV legislatura
Le votazioni si svolsero in 508 collegi uninominali a doppio turno con la normativa del 1860 (al primo turno un numero di voti maggiore di un terzo degli iscritti al voto).
| Partito                            | Partito                            | Candidato                          | Risultati 16 maggio 1880 | Risultati 16 maggio 1880 |
| Partito                            | Partito                            | Candidato                          | Voti                     | %                        |
| ---------------------------------- | ---------------------------------- | ---------------------------------- | ------------------------ | ------------------------ |
|                                    | —                                  | Silvio Spaventa                    | 814                      | 97,02                    |
|                                    | —                                  | Giuseppe Rillosi                   | 25                       | 2,98                     |
|                                    |                                    |                                    |                          |                          |
| Iscritti                           | Iscritti                           | Iscritti                           | 2 227                    | 100,00                   |
| ↳ Votanti (% su iscritti)          | ↳ Votanti (% su iscritti)          | ↳ Votanti (% su iscritti)          | 913                      | 41,00                    |
| ↳ Voti validi (% su votanti)       | ↳ Voti validi (% su votanti)       | ↳ Voti validi (% su votanti)       | 839                      | 91,89                    |
| ↳ Schede non valide (% su votanti) | ↳ Schede non valide (% su votanti) | ↳ Schede non valide (% su votanti) | 74                       | 8,11                     |
| ↳ Astenuti (% su iscritti)         | ↳ Astenuti (% su iscritti)         | ↳ Astenuti (% su iscritti)         | 1 314                    | 59,00                    |

### XV legislatura
Le votazioni si svolsero in 135 collegi plurinominali a doppio turno. Come previsto dalla legge elettorale politica del 24 settembre 1882, erano eletti al primo turno i candidati che «hanno ottenuto il maggior numero di voti, purché questo numero oltrepassi l'ottavo del numero degli elettori iscritti» (art. 74) secondo il numero di deputati previsto per il collegio; se il numero di eletti era inferiore al numero di deputati, il ballottaggio era tra i non eletti (in numero doppio rispetto ai deputati ancora da eleggere) che avevano il maggior numero di voti (art. 75) ed era eletto chi otteneva il maggior numero di voti nella seconda votazione (art. 77) oppure, in caso di ugual numero di voti, il maggiore d'età (art. 78).
| Partito                    | Partito                    | Candidato                  | Risultati 29 ottobre 1882 | Risultati 29 ottobre 1882 |
| Partito                    | Partito                    | Candidato                  | Voti                      | %                         |
| -------------------------- | -------------------------- | -------------------------- | ------------------------- | ------------------------- |
|                            | —                          | Luigi Cucchi               | 5 348                     | 83,82                     |
|                            | —                          | Silvio Spaventa            | 4 326                     | 67,81                     |
|                            | —                          | Alessio Suardo             | 3 551                     | 55,66                     |
|                            | —                          | Giovanni Battista Agliardi | 3 408                     | 53,42                     |
|                            | —                          | Vittore Tasca              | 2 501                     | 39,20                     |
|                            | —                          | Ercole Zitti               | 2 236                     | 35,05                     |
|                            | —                          | Andrea Molinari            | 1 608                     | 25,20                     |
|                            | —                          | Pier Giuseppe Bresciani    | 1 230                     | 19,28                     |
|                            | —                          | Gonsildo Ondei             | 168                       | 2,63                      |
|                            | —                          | Felice Cavallotti          | 163                       | 2,55                      |
|                            | —                          | Gabriele Rosa              | 147                       | 2,30                      |
|                            | —                          | Teodoro Frizzoni           | 102                       | 1,60                      |
|                            |                            |                            |                           |                           |
| Iscritti                   | Iscritti                   | Iscritti                   | 23 464                    | 100,00                    |
| ↳ Votanti (% su iscritti)  | ↳ Votanti (% su iscritti)  | ↳ Votanti (% su iscritti)  | 6 380                     | 27,19                     |
| ↳ Astenuti (% su iscritti) | ↳ Astenuti (% su iscritti) | ↳ Astenuti (% su iscritti) | 17 084                    | 72,81                     |

### XVI legislatura
Le votazioni si svolsero in 135 collegi plurinominali a doppio turno con la normativa del 1882 (al primo turno un numero di voti maggiore di un ottavo degli iscritti al voto).
| Partito                    | Partito                    | Candidato                  | Primo turno 23 maggio 1888 | Primo turno 23 maggio 1888 | Ballottaggio 30 maggio 1888 | Ballottaggio 30 maggio 1888 |
| Partito                    | Partito                    | Candidato                  | Voti                       | %                          | Voti                        | %                           |
| -------------------------- | -------------------------- | -------------------------- | -------------------------- | -------------------------- | --------------------------- | --------------------------- |
|                            | —                          | Silvio Spaventa            | 4 995                      | 79,35                      |                             |                             |
|                            | —                          | Luigi Cucchi               | 4 442                      | 70,56                      |                             |                             |
|                            | —                          | Alessio Suardo             | 3 166                      | 50,29                      |                             |                             |
|                            | —                          | Giovanni Battista Agliardi | 2 878                      | 45,72                      | 4 425                       | 56,10                       |
|                            | —                          | Pier Giuseppe Bresciani    | 2 387                      | 37,92                      | 3 257                       | 41,30                       |
|                            | —                          | Vittore Tasca              | 2 241                      | 35,60                      |                             |                             |
|                            |                            |                            |                            |                            |                             |                             |
| Iscritti                   | Iscritti                   | Iscritti                   | 25 115                     | 100,00                     | 25 115                      | 100,00                      |
| ↳ Votanti (% su iscritti)  | ↳ Votanti (% su iscritti)  | ↳ Votanti (% su iscritti)  | 6 295                      | 25,06                      | 7 887                       | 31,40                       |
| ↳ Astenuti (% su iscritti) | ↳ Astenuti (% su iscritti) | ↳ Astenuti (% su iscritti) | 18 820                     | 74,94                      | 17 228                      | 68,60                       |

Poiché solo tre candidati raggiunsero l'ottavo degli aventi diritto al voto, come richiesto dalla legge, si procedette al ballottaggio".
L'onorevole Spaventa fu nominato senatore il 16 dicembre 1889 e furono indette elezioni suppletive per il 12 gennaio 1890.
| Partito                            | Partito                            | Candidato                          | Primo turno 12 gennaio 1890 | Primo turno 12 gennaio 1890 | Ballottaggio 19 gennaio 1890 | Ballottaggio 19 gennaio 1890 |
| Partito                            | Partito                            | Candidato                          | Voti                        | %                           | Voti                         | %                            |
| ---------------------------------- | ---------------------------------- | ---------------------------------- | --------------------------- | --------------------------- | ---------------------------- | ---------------------------- |
|                                    | —                                  | Vittore Tasca                      | 2 136                       | 51,57                       | 2 577                        | 69,14                        |
|                                    | —                                  | Gianforte Suardi                   | 1 324                       | 31,97                       | 1 150                        | 30,86                        |
|                                    | —                                  | Carlo Plebani                      | 682                         | 16,47                       |                              |                              |
|                                    |                                    |                                    |                             |                             |                              |                              |
| Iscritti                           | Iscritti                           | Iscritti                           | 26 975                      | 100,00                      | 26 975                       | 100,00                       |
| ↳ Votanti (% su iscritti)          | ↳ Votanti (% su iscritti)          | ↳ Votanti (% su iscritti)          | 4 484                       | 16,62                       | 3 819                        | 14,16                        |
| ↳ Voti validi (% su votanti)       | ↳ Voti validi (% su votanti)       | ↳ Voti validi (% su votanti)       | 4 142                       | 92,37                       | 3 727                        | 97,59                        |
| ↳ Schede non valide (% su votanti) | ↳ Schede non valide (% su votanti) | ↳ Schede non valide (% su votanti) | 342                         | 7,63                        | 92                           | 2,41                         |
| ↳ Astenuti (% su iscritti)         | ↳ Astenuti (% su iscritti)         | ↳ Astenuti (% su iscritti)         | 22 491                      | 83,38                       | 23 156                       | 85,84                        |

### XVII legislatura
Le votazioni si svolsero in 135 collegi plurinominali a doppio turno con la normativa del 1882 (al primo turno un numero di voti maggiore di un ottavo degli iscritti al voto).
| Partito                    | Partito                    | Candidato                  | Primo turno 23 novembre 1890 | Primo turno 23 novembre 1890 | Ballottaggio 30 novembre 1890 | Ballottaggio 30 novembre 1890 |
| Partito                    | Partito                    | Candidato                  | Voti                         | %                            | Voti                          | %                             |
| -------------------------- | -------------------------- | -------------------------- | ---------------------------- | ---------------------------- | ----------------------------- | ----------------------------- |
|                            | —                          | Gianforte Suardi           | 5 134                        | 75,73                        |                               |                               |
|                            | —                          | Alessio Suardo             | 3 452                        | 50,92                        | 4 332                         | 75,20                         |
|                            | —                          | Vittore Tasca              | 3 461                        | 51,05                        | 4 049                         | 70,28                         |
|                            | —                          | Luigi Cucchi               | 3 267                        | 48,19                        | 3 997                         | 69,38                         |
|                            | —                          | Carlo Pebani               | 1 855                        | 27,36                        | 333                           | 5,78                          |
|                            | —                          | Edoardo Brissolaro         | 190                          | 2,80                         | 1 074                         | 18,64                         |
|                            | —                          | Matteo Renato Imbriani     | 47                           | 0,69                         | 199                           | 3,45                          |
|                            |                            |                            |                              |                              |                               |                               |
| Iscritti                   | Iscritti                   | Iscritti                   | 29 661                       | 100,00                       | 29 661                        | 100,00                        |
| ↳ Votanti (% su iscritti)  | ↳ Votanti (% su iscritti)  | ↳ Votanti (% su iscritti)  | 6 779                        | 22,85                        | 5 761                         | 19,42                         |
| ↳ Astenuti (% su iscritti) | ↳ Astenuti (% su iscritti) | ↳ Astenuti (% su iscritti) | 22 882                       | 77,15                        | 23 900                        | 80,58                         |

Poiché solo un candidati raggiunse l'ottavo degli aventi diritto al voto, come richiesto dalla legge, si procedette al ballottaggio.
L'onorevole Tasca morì il 20 aprile 1891 e furono indette elezioni suppletive per il 17 maggio 1891.
| Partito                            | Partito                            | Candidato                          | Primo turno 17 maggio 1891 | Primo turno 17 maggio 1891 | Ballottaggio 24 maggio 1891 | Ballottaggio 24 maggio 1891 |
| Partito                            | Partito                            | Candidato                          | Voti                       | %                          | Voti                        | %                           |
| ---------------------------------- | ---------------------------------- | ---------------------------------- | -------------------------- | -------------------------- | --------------------------- | --------------------------- |
|                                    | —                                  | Carlo Lochis                       | 2 853                      | 77,07                      | 3 242                       | 74,26                       |
|                                    | —                                  | Angelo Sinistri                    | 849                        | 22,93                      | 1 124                       | 25,74                       |
|                                    |                                    |                                    |                            |                            |                             |                             |
| Iscritti                           | Iscritti                           | Iscritti                           | 29 598                     | 100,00                     | 29 598                      | 100,00                      |
| ↳ Votanti (% su iscritti)          | ↳ Votanti (% su iscritti)          | ↳ Votanti (% su iscritti)          | 3 988                      | 13,47                      | 4 542                       | 15,35                       |
| ↳ Voti validi (% su votanti)       | ↳ Voti validi (% su votanti)       | ↳ Voti validi (% su votanti)       | 3 702                      | 92,83                      | 4 366                       | 96,13                       |
| ↳ Schede non valide (% su votanti) | ↳ Schede non valide (% su votanti) | ↳ Schede non valide (% su votanti) | 286                        | 7,17                       | 176                         | 3,87                        |
| ↳ Astenuti (% su iscritti)         | ↳ Astenuti (% su iscritti)         | ↳ Astenuti (% su iscritti)         | 25 610                     | 86,53                      | 25 056                      | 84,65                       |

### XVIII legislatura
Le votazioni si svolsero in 508 collegi uninominali a doppio turno. Come previsto dalla legge elettorale politica del 28 giugno 1892, era eletto al primo turno il candidato che «ha ottenuto un numero di voti maggiore del sesto del numero totale degli elettori iscritti nella lista del collegio e più della metà dei suffragi dati dai votanti» escludendo le schede nulle (art. 74). Se nessun candidato era eletto, al ballottaggio tra i due candidati con più voti (art. 75) era eletto chi otteneva il maggior numero di voti oppure, in caso di ugual numero di voti, il maggiore d'età (art. 77).
| Partito                            | Partito                            | Candidato                          | Primo turno 6 novembre 1892 | Primo turno 6 novembre 1892 | Ballottaggio 13 novembre 1892 | Ballottaggio 13 novembre 1892 |
| Partito                            | Partito                            | Candidato                          | Voti                        | %                           | Voti                          | %                             |
| ---------------------------------- | ---------------------------------- | ---------------------------------- | --------------------------- | --------------------------- | ----------------------------- | ----------------------------- |
|                                    | —                                  | Luigi Cucchi                       | 821                         | 38,51                       | 1 531                         | 56,79                         |
|                                    | —                                  | Gianforte Suardi                   | 926                         | 43,43                       | 1 165                         | 43,21                         |
|                                    | —                                  | Guglelmo Davoglio                  | 385                         | 18,06                       |                               |                               |
|                                    |                                    |                                    |                             |                             |                               |                               |
| Iscritti                           | Iscritti                           | Iscritti                           | 6 815                       | 100,00                      | 6 815                         | 100,00                        |
| ↳ Votanti (% su iscritti)          | ↳ Votanti (% su iscritti)          | ↳ Votanti (% su iscritti)          | 2 315                       | 33,97                       | 2 849                         | 41,80                         |
| ↳ Voti validi (% su votanti)       | ↳ Voti validi (% su votanti)       | ↳ Voti validi (% su votanti)       | 2 132                       | 92,10                       | 2 696                         | 94,63                         |
| ↳ Schede non valide (% su votanti) | ↳ Schede non valide (% su votanti) | ↳ Schede non valide (% su votanti) | 183                         | 7,90                        | 153                           | 5,37                          |
| ↳ Astenuti (% su iscritti)         | ↳ Astenuti (% su iscritti)         | ↳ Astenuti (% su iscritti)         | 4 500                       | 66,03                       | 3 966                         | 58,20                         |

### XIX legislatura
Le votazioni si svolsero in 508 collegi uninominali a doppio turno con la normativa del 1892 (al primo turno un numero di voti maggiore di un sesto degli iscritti al voto).
| Partito                            | Partito                            | Candidato                          | Primo turno 26 maggio 1895 | Primo turno 26 maggio 1895 | Ballottaggio 2 giugno 1895 | Ballottaggio 2 giugno 1895 |
| Partito                            | Partito                            | Candidato                          | Voti                       | %                          | Voti                       | %                          |
| ---------------------------------- | ---------------------------------- | ---------------------------------- | -------------------------- | -------------------------- | -------------------------- | -------------------------- |
|                                    | —                                  | Luigi Cucchi                       | 762                        | 42,88                      | 1 035                      | 95,39                      |
|                                    | —                                  | Giovanni Beretta                   | 344                        | 19,36                      | 50                         | 4,61                       |
|                                    | —                                  | Guglielmo Davoglio                 | 324                        | 18,23                      |                            |                            |
|                                    | —                                  | Romualdo Bonfadini                 | 209                        | 11,76                      |                            |                            |
|                                    | —                                  | Camillo Costa                      | 138                        | 7,77                       |                            |                            |
|                                    |                                    |                                    |                            |                            |                            |                            |
| Iscritti                           | Iscritti                           | Iscritti                           | 6 326                      | 100,00                     | 6 326                      | 100,00                     |
| ↳ Votanti (% su iscritti)          | ↳ Votanti (% su iscritti)          | ↳ Votanti (% su iscritti)          | 2 023                      | 31,98                      | 1 152                      | 18,21                      |
| ↳ Voti validi (% su votanti)       | ↳ Voti validi (% su votanti)       | ↳ Voti validi (% su votanti)       | 1 777                      | 87,84                      | 1 085                      | 94,18                      |
| ↳ Schede non valide (% su votanti) | ↳ Schede non valide (% su votanti) | ↳ Schede non valide (% su votanti) | 246                        | 12,16                      | 67                         | 5,82                       |
| ↳ Astenuti (% su iscritti)         | ↳ Astenuti (% su iscritti)         | ↳ Astenuti (% su iscritti)         | 4 303                      | 68,02                      | 5 174                      | 81,79                      |

### XX legislatura
Le votazioni si svolsero in 508 collegi uninominali a doppio turno con la normativa del 1892 (al primo turno un numero di voti maggiore di un sesto degli iscritti al voto).
| Partito                            | Partito                            | Candidato                          | Primo turno 21 marzo 1897 | Primo turno 21 marzo 1897 | Ballottaggio | Ballottaggio |
| Partito                            | Partito                            | Candidato                          | Voti                      | %                         | Voti         | %            |
| ---------------------------------- | ---------------------------------- | ---------------------------------- | ------------------------- | ------------------------- | ------------ | ------------ |
|                                    | —                                  | Giovanni Finardi                   | 760                       | 47,47                     | 1 221        | 57,43        |
|                                    | —                                  | Federico Maironi                   | 556                       | 34,73                     | 905          | 42,57        |
|                                    | —                                  | Luigi Cucchi                       | 196                       | 12,24                     |              |              |
|                                    | —                                  | Demetrio Ondei                     | 89                        | 5,56                      |              |              |
|                                    |                                    |                                    |                           |                           |              |              |
| Iscritti                           | Iscritti                           | Iscritti                           | 6 071                     | 100,00                    | 6 071        | 100,00       |
| ↳ Votanti (% su iscritti)          | ↳ Votanti (% su iscritti)          | ↳ Votanti (% su iscritti)          | 1 788                     | 29,45                     | 2 282        | 37,59        |
| ↳ Voti validi (% su votanti)       | ↳ Voti validi (% su votanti)       | ↳ Voti validi (% su votanti)       | 1 601                     | 89,54                     | 2 126        | 93,16        |
| ↳ Schede non valide (% su votanti) | ↳ Schede non valide (% su votanti) | ↳ Schede non valide (% su votanti) | 187                       | 10,46                     | 156          | 6,84         |
| ↳ Astenuti (% su iscritti)         | ↳ Astenuti (% su iscritti)         | ↳ Astenuti (% su iscritti)         | 4 283                     | 70,55                     | 3 789        | 62,41        |

### XXI legislatura
Le votazioni si svolsero in 508 collegi uninominali a doppio turno con la normativa del 1892 (al primo turno un numero di voti maggiore di un sesto degli iscritti al voto).
| Partito                            | Partito                            | Candidato                          | Risultati 3 giugno 1900 | Risultati 3 giugno 1900 |
| Partito                            | Partito                            | Candidato                          | Voti                    | %                       |
| ---------------------------------- | ---------------------------------- | ---------------------------------- | ----------------------- | ----------------------- |
|                                    | —                                  | Giovanni Finardi                   | 1 056                   | 53,25                   |
|                                    | —                                  | Federico Maironi                   | 927                     | 46,75                   |
|                                    |                                    |                                    |                         |                         |
| Iscritti                           | Iscritti                           | Iscritti                           | 5 809                   | 100,00                  |
| ↳ Votanti (% su iscritti)          | ↳ Votanti (% su iscritti)          | ↳ Votanti (% su iscritti)          | 2 110                   | 36,32                   |
| ↳ Voti validi (% su votanti)       | ↳ Voti validi (% su votanti)       | ↳ Voti validi (% su votanti)       | 1 983                   | 93,98                   |
| ↳ Schede non valide (% su votanti) | ↳ Schede non valide (% su votanti) | ↳ Schede non valide (% su votanti) | 127                     | 6,02                    |
| ↳ Astenuti (% su iscritti)         | ↳ Astenuti (% su iscritti)         | ↳ Astenuti (% su iscritti)         | 3 699                   | 63,68                   |

### XXII legislatura
Le votazioni si svolsero in 508 collegi uninominali a doppio turno con la normativa del 1892 (al primo turno un numero di voti maggiore di un sesto degli iscritti al voto).

### XXIII legislatura
Le votazioni si svolsero in 508 collegi uninominali a doppio turno con la normativa del 1892 (al primo turno un numero di voti maggiore di un sesto degli iscritti al voto).

### XXIV legislatura
Le votazioni si svolsero negli stessi 508 collegi uninominali già esistenti ma, come previsto dal regio decreto del 26 giugno 1913, era eletto al primo turno il candidato che «ha ottenuto un numero di voti maggiore del decimo del numero totale degli elettori del collegio e più della metà dei suffragi dati dai votanti» escludendo le schede nulle (art. 91). Se nessun candidato era eletto, al ballottaggio tra i due candidati con più voti (art. 92) era eletto chi otteneva il maggior numero di voti oppure, in caso di ugual numero di voti, il maggiore d'età (art. 93).

### XXV legislatura
Le votazioni si svolsero in 54 collegi di lista. Come previsto dal regio decreto del 2 settembre 1919, il numero di eletti per ogni lista era calcolato sulla base dei voti di lista e sul numero di voti dei candidati al di fuori della propria lista; la graduatoria tra i candidati era calcolata sommando i voti di lista e i propri voti di preferenza sia nella lista sia fuori dalla lista (art. 84).